# Monopterus indicus
Monopterus indicus é uma espécie de peixe da família Synbranchidae.
É endémica da Índia.